# Religionspädagogische Beiträge. Journal for Religion in Education
Die Religionspädagogischen Beiträge. Journal for Religion in Education (RpB) ist eine wissenschaftliche Fachzeitschrift im Bereich der Religionspädagogik im deutschsprachigen Raum. Herausgeber ist die Arbeitsgemeinschaft Katholische Religionspädagogik und Katechetik (AKRK). Der Redaktion (Stand 2022) gehören an: Claudia Gärtner, Thorsten Knauth, Konstantin Lindner, Ulrich Riegel, Helena Stockinger und Fahimah Ulfat.

## Profil
Die Zeitschrift veröffentlicht religionspädagogische und -didaktische Arbeiten zur Religion in Bildungsprozessen, zu unterschiedlichen Lernorten (Schule, Gemeinde und informelle Lernorte) sowie zur Religion und Bildung in regionalen und nationalen Kontexten.